# Theorycraft
Theorycraft (o theorycrafting ) es el análisis matemático de la mecánica del juego, generalmente en los videojuegos, para descubrir estrategias y tácticas óptimas. Theorycraft implica analizar estadísticas, datos, sistemas ocultos o código de juego subyacente para obtener información que no es evidente durante el juego normal y así obtener ventajas. El Theorycraft es similar a los análisis realizados en deportes u otros juegos, como la sabermetría del béisbol. Se ha dicho que el término proviene de los jugadores de StarCraft como un acrónimo de " teoría de juegos " y "StarCraft".
El Theorycraft es muy empleado en los juegos multijugador, donde los jugadores intentan obtener una ventaja competitiva mediante el análisis y cálculo de los datos como los puntos de vitalidad, fuerza y habilidades de los jugadores dentro del juego. Sin embargo, la teoría puede reducir las barreras entre los jugadores y los diseñadores de juegos. Los diseñadores de juegos deben considerar que los jugadores tendrán una comprensión integral de los sistemas de juego; y los jugadores pueden influir en el diseño explotando los sistemas de juego y descubriendo estrategias dominantes o no intencionadas.
La forma en que los jugadores elaboran la teoría varía de un juego a otro, pero a menudo los juegos del mismo género (p. ej ., juegos de cartas coleccionables, MMORPG, estrategia por turnos ) tendrán métodos similares de elaboración de la teoría por ejemplo ecuaciones. Las comunidades desarrollan formas estandarizadas para comunicar sus hallazgos, incluido el uso de herramientas especializadas para medir y registrar datos del juego, y terminología y simulaciones para representar ciertos datos. Las teorías que han demostrado ser potentes suelen encontrar inclusión en el metajuego . El conocimiento de los trabajos teóricos a menudo se comunica a través de blogs, foros comunitarios o guías de juegos.
El término teoría puede usarse en un sentido peyorativo. En este sentido, "teoría" se refiere a la teoría ingenua o poco práctica que no tendría éxito durante el juego.